# Kanton Jama
Der Kanton Jama befindet sich in der Provinz Manabí im Westen von Ecuador. Er hat eine Fläche von 579 km². Im Jahr 2022 lag die Einwohnerzahl bei rund 16.600. Verwaltungssitz des Kantons ist die Kleinstadt Jama mit 6090 Einwohnern (Stand 2010).

## Lage
Der Kanton Jama liegt an der Pazifikküste im Nordwesten der Provinz Manabí und reicht bis zu 21 km ins Landesinnere. Im Hinterland verläuft ein über 600 m hoher Höhenkamm. Der Río Jama durchschneidet diesen und durchquert im Anschluss den Kanton in nordwestlicher Richtung. Er entwässert dabei einen Großteil des Gebietes zum Pazifik. Der Hauptort Jama liegt 3 km von der Küste entfernt am rechten Flussufer des Río Jama. Die Fernstraße E15 (Esmeraldas–Manta) führt entlang der Küste und am Hauptort Jama vorbei.
Der Kanton Jama grenzt im Nordosten an den Kanton Pedernales, im äußersten Osten an den Kanton Chone, im Südosten an die Parroquia San Isidro des Kantons Sucre sowie im Südwesten an den Kanton San Vicente.

## Verwaltungsgliederung
Der Kanton Jama ist deckungsgleich mit der gleichnamigen Parroquia urbana („städtisches Kirchspiel“).

## Ökologie
Im Kantonsgebiet befinden sich die Schutzgebiete Reserva Ecológica Jama Coaque und Reserva Biológica Tito Santos.

## Geschichte
Der Kanton Jama wurde am 20. März 1998 eingerichtet.
Entwicklung der Einwohnerzahl im Kanton Jama bei landesweiten Volkszählungen zum jeweiligen Gebietsstand:
| Jahr                    | Einwohner | +/-     |
| ----------------------- | --------- | ------- |
| 2001                    | 20.230    | –       |
| 2010                    | 23.253    | 14,9 %  |
| 2022                    | 16.588    | −28,7 % |
| Datenherkunft: Wikidata |           |         |